# Tricolor de Terranova

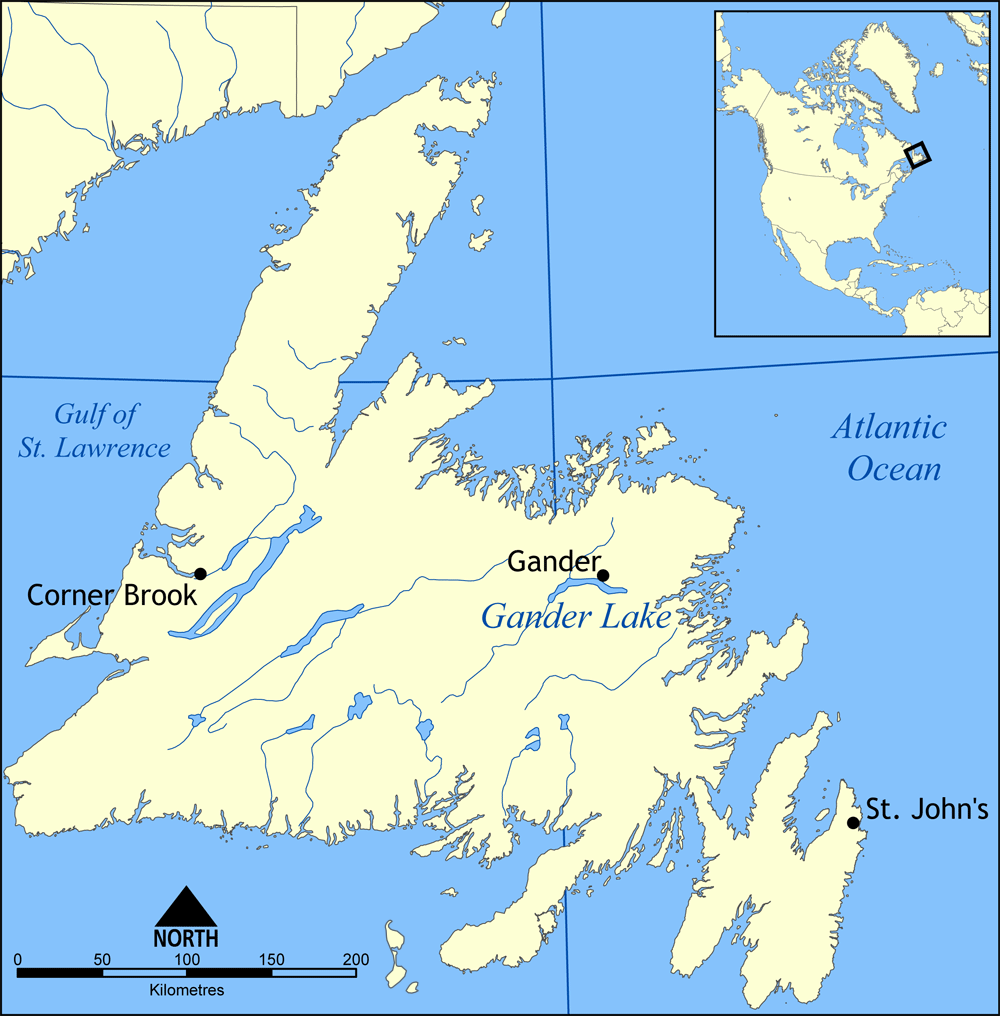
Localización de la isla de Terranova en América del Norte.

La bandera tricolor de Terranova es una popular pero no oficial bandera de la isla de Terranova, en la costa atlántica de Canadá. También conocida como la "Rosa, Blanca y Verde", tiene una proporción de 1:2 con tres franjas de igual anchura, teniendo el verde en el mástil, seguido del blanco, y en el batiente, el rosa. Es la bandera más antigua del mundo que usa el color rosa, y una de las más antiguas en uso en América del Norte. Se cree que esta bandera surgió en 1843, y que era la de la Sociedad de los Nativos de Terranova. 
Esta bandera inspiró a Thomas Francis Meagher en la creación de la bandera de Irlanda.

## Orígenes
Dice la leyenda que la bandera fue creada en 1843 por Michael Anthony Fleming, un obispo católico. Supuestamente, la bandera simboliza una tradición local entre protestantes y católicos. Había una disputa entre la Sociedad de los Nativos (protestante) y los inmigrantes de Irlanda (católicos) acerca del suministro de madera para la construcción de una catedral anglicana y de una catedral católica. Los protestantes ingleses marcaron sus pilas de madera con la bandera rosa de la Sociedad de los Nativos, mientras que los católicos irlandeses usaban estandartes verdes. En el contexto de estos choques surge el obispo Fleming persuadiendo a los dos lados para que adoptasen una bandera común, al atar las banderas rosas y verdes con un pañuelo blanco para simbolizar la paz. El rosa representaba a los protestantes ingleses, y supuestamente deriva de la Rosa Tudor (que en realidad es roja y blanca, no rosa); el verde, representaba a los católicos irlandeses. El centro blanco de la bandera, por su parte, representaba la Cruz de San Andrés, el santo patrón de los pescadores de Escocia.
No hay registros históricos que corroboren la leyenda arriba descrita. La bandera de la Sociedad de los Nativos era roja y no rosa, y no hay pruebas de que el obispo Fleming crease la bandera rosa, blanca y verde. Una bandera roja, blanca y verde parece haber sido usada de manera no oficial como bandera de Terranova hasta la década de 1870, cuando por razones no muy claras, desapareció, siendo sustituida por la Rosa, Blanca y Verde. En las décadas de 1880 y 1890, la bandera Rosa, Blanca e Verde pasó a tener un uso corriente, adoptando el sobrenombre de "bandera nativa".